# Verfehlung (2015)
Verfehlung ist ein deutscher Spielfilm von Gerd Schneider aus dem Jahr 2015. Er handelt von der Freundschaft dreier katholischer Priester, von denen einer wegen des Verdachts auf sexuellen Missbrauch unter extremen Druck gerät. Der Film hatte seine Premiere am 20. Januar 2015 im Wettbewerb des Filmfestivals Max Ophüls Preis. Der deutsche Kinostart war am 26. März 2015.

## Handlung
Die drei Priester Jakob, Dominik und Oliver treffen sich gern auf ein Spiel auf dem Fußballplatz oder ein Bier in der Kneipe. Während Oliver entschlossen seine Karriere im Bistum angeht, ist besonders der umgängliche und menschenzugewandte Dominik ein Wegweiser für Jakob, der nach vier Jahren als Gefängnis-Seelsorger befördert werden soll und sich auf die Herausforderung freut. Die drei Freunde verbindet der Glaube, in der katholischen Kirche etwas bewegen zu können.
Als Dominik wegen Verdachts des sexuellen Missbrauchs in Untersuchungshaft genommen wird, ist Jakob davon überzeugt, dass es sich um einen Irrtum handelt. Doch die Vorwürfe des vermeintlichen Missbrauchsopfers Mike Rubin und seiner Mutter Vera säen bald Zweifel in ihm. Es gelingt ihm, Dominik ein Geständnis zu entlocken, und ihre Freundschaft wird auf eine harte Probe gestellt. Hin- und hergerissen zwischen seiner Loyalität und den schweren Anschuldigungen wählt Jakob schließlich den Weg zur Staatsanwaltschaft.

## Kritik
Der Filmdienst urteilt, das „visuell und inszenatorisch sehr ambitionierte Drama fokussiert auf den Zwiespalt zwischen Freundschaft, Loyalität und moralischer Integrität, lässt aber auch die Opfer und ihre Angehörigen nicht außen vor“. Der Film überzeugt „durch seinen differenzierten Blick auf den kirchlichen Umgang mit dem Missbrauchsskandal“ und sei „hervorragend gespielt und recherchiert“.
Der epd Film meint, Verfehlung sei „kein anprangernder Film, kein Pamphlet“. Er seziere „vielmehr klug ein in sich geschlossenes System mit Absolutsheitsanspruch“, in dem „Jakob so etwas wie ein Verräter“ ist.

## Auszeichnungen
- Preis der deutschen Filmkritik 2016: Bestes Spielfilmdebüt[6]
- Festival des deutschen Films Ludwigshafen 2015: Sonderpreis der Jury (Sebastian Blomberg),[7] Ludwigshafener Drehbuchpreis[8]
- Deutsche Film- und Medienbewertung (FBW): Prädikat „besonders wertvoll“[9]
- Hauptpreis des 6. Kirchlichen Filmfestivals Recklinghausen[10]
- Santa Barbara International Film Festival 2016: Publikumspreis[11]